# Калатмыш
Калатмыш — река в России, протекает по Пермскому краю и Башкортостану. Устье реки находится в 12 км по правому берегу реки Ошья. Длина реки составляет 22 км.

## Данные водного реестра
По данным государственного водного реестра России относится к Камскому бассейновому округу, водохозяйственный участок реки — Буй от истока до Кармановского гидроузла, речной подбассейн реки — бассейны притоков Камы до впадения Белой. Речной бассейн реки — Кама.
Код объекта в государственном водном реестре — 10010101112111100016403.